# Sponsor convexus
Sponsor convexus es una especie de escarabajo del género Sponsor, familia Buprestidae. Fue descrita científicamente por Gory & Laporte en 1839.

## Distribución
Habita en la región afrotropical.